# Розслідування Мердока
Розслідування Мердока (англ. Murdoch Mysteries) — канадський детективний телесеріал, екранізація роману Морін Дженнінгс. З 2008 по 2012 рік транслювався канадським телеканалом City. З 2013 транслюється канадським телеканалом CBC. Яннік Біссон у ролі Вільяма Мердока. Детектив Вільям Мердок працює в поліцейському відділку № 4 в Торонто, Онтаріо, наприкінці XIX — початку XX століття.

## Синопсис
Події у телесеріалі розгортаються в Торонто у 1895 році та показують життя детектива Вільяма Мердока. Його характеризують як людину з допитливим розумом, уважну до дрібниць і новинок технічного прогресу. Ці методи включають в себе відбитки пальців (називаються "знаками пальців" у серії), аналіз крові, спостереження та сліди доказів.
Детективу Мердоку допомагають 3 його колеги: інспектор Брекенрейд, доктор Джулія Огден та недосвідчений, але метикуватий констебль Джордж Крабтрі. Як і Крабтрі, доктор Огден - великий прихильник методів Мердока. Її майстерність у патології зазвичай допомагає, виявляючи безліч корисних доказів, щоб допомогти Мердоку у вирішенні справ. У всьому серіалі зростаюче захоплення Мердоком з нею, а також його нездатність виражати свої почуття, забезпечують легкий підтекст. У п'ятому сезоні після того, як доктор Огден одружується з Дарсі Гарлендом (колега, з якою вона познайомилася в Буффало), доктор Емілі Грейс (Джорджина Рейлі) стає новим працівником поліції, замість доктора Огден. Вона і Джордж Крабрі демонструють романтичний інтерес один до одного.
Реальна історія є важливим елементом у більшості епізодів, а сюжети, хоча й фіктивні, іноді пов'язані з реальними людьми, такими як Буффало Білл Коді, Енні Оуклі, Х.Г. Уеллс, Нікола Тесла, Вільфред Лор'є, Джек Лондон, Артур Конан Дойл, королева Вікторія, Теодор Рузвельт, Олівер Моуат, Орвілл і Уілбюр Райт, Генрі Форд, сер Вінстон Черчилль, Бат Мастерсон, Александр Грем Белл, Емма Голдман, Говард Лавкрафт, Гаррі Гудіні та Томас Едісон. Майбутні події часто передбачаються. Наприклад, мається на увазі, що таємне співробітництво між британсько-американським урядом дало високотехнологічний літак, подібний до дирижабля, а Крейбрі і Мердок натякають на будівництво об'єкта секретного уряду в штаті Невада та Нью-Мексико "на концесії 51" (натяк на Зону 51).

## Історія
Розслідування Мердока спочатку надходили на канадське телебачення в 2004 році як два фільми, у головній ролі Пітер Оутрібридж. Один епізод транслювався в 2004 році, а інший - у 2005 році. Його оригінальним заголовком в той час був Murder 19C: The Detective Murdoch Mysteries. До 2007 року було оголошено, що Яннік Біссон виконає головну роль у новоствореному серіалі. Нова версія дебютувала на Citytv наприкінці січня 2008 року.
Програма була добре сприйнята як аудиторією, так і критиками: влітку 2008 року Академія канадського кінематографу та телебачення номінувала серіал на 14 премій Gemini Awards. Критики були здивовані тим, що Біссон не був серед номінантів. Критики також були здивовані в листопаді, коли Розслідування Мердока виграв лише два Гемініс.
Тим часом продовження телесеріалу було відкладене на 2009, а згодом на 2010 рік. У серпні 2010 року було оголошено, що буде четвертий сезон. Одним із шанувальників шоу був прем'єр-міністр Канади Стівен Харпер, який погодився грати невелику роль в одному з епізодів того сезону. Епізод, в якому він з'явився, виступає в ролі "бездоганного поліцейського, який не визнає тодішнього прем'єр-міністра Вільфреда Лоурі", який вийшов наприкінці липня 2011 року. 
27 вересня 2011 р. Компанія Rogers Media оголосила про те, що вона не буде продовжувати серіал після свого п'ятого сезону. Потім, 15 листопада 2011 р. було повідомлено, що CBC купила шоу та замовила шостий сезон, прем'єра якого відбулася 7 січня 2013 р. 2 квітня 2013 р. CBC продовжило серіал на сьомий сезон з 18 епізодами, який розпочався 30 вересня 2013 року. У квітні 2014 року шоу був анонсований восьмий сезон. 4 березня 2015 р. відбулася прем'єра дев'ятого сезону. Він залишається одним із найбільш високо оцінених програм CBC, регулярно переглядають понад 1,4 мільйона глядачів.
10 жовтня 2017 року CBC представила одинадцятий сезон.
11 березня 2018 року CBC продовжило серіал на 12 сезон.

## У ролях
| Актор           | Роль                           |
| --------------- | ------------------------------ |
| Яннік Біссон    | детектив Вільям Мердок         |
| Гелен Джой      | доктор Джулія Огден            |
| Томас Крейг     | інспектор Томас Брекенрід      |
| Джонні Гарріс   | констебль Джордж Кребтрі       |
| Джорджина Рейлі | доктор Емілі Грейс (6-9 сезон) |

## Сезони та серії
Список серій телесеріалу «Розслідування Мердока»
| Сезон | Сезон  | Епізоди | Оригінальний показ | Оригінальний показ | Оригінальний показ |
| Сезон | Сезон  | Епізоди | Прем'єра сезону    | Фінал сезону       | Фінал сезону       |
| ----- | ------ | ------- | ------------------ | ------------------ | ------------------ |
|       | Фільми | 3       | 13 травня 2004     | 8 вересня 2005     | Bravo!             |
|       | 1      | 13      | 20 січня 2008      | 13 квітня 2008     | City               |
|       | 2      | 13      | 10 лютого 2009     | 27 травня 2009     | City               |
|       | 3      | 13      | 14 березня 2010    | 13 червня 2010     | City               |
|       | 4      | 13      | 7 червня 2011      | 31 серпня 2011     | City               |
|       | 5      | 13      | 6 червня 2012      | 28 серпня 2012     | City               |
|       | 6      | 13      | 7 січня 2013       | 15 квітня 2013     | CBC                |
|       | 7      | 18      | 30 вересня 2013    | 7 квітня 2014      | CBC                |
|       | 8      | 18      | 6 жовтня 2014      | 30 березня 2015    | CBC                |
|       | 9      | 19      | 5 жовтня 2015      | 21 березня 2016    | CBC                |
|       | 10     | 19      | 10 жовтня 2016     | 20 березня 2017    | CBC                |
|       | 11     | 19      | 25 вересня 2017    | 19 березня 2018    | CBC                |
|       | 12     | 18      | 24 вересня 2018    | 4 березня 2019     | CBC                |
|       | 13     | 18      | 16 вересня 2019    | 2 березня 2020     | CBC                |
|       | 14     | 11      | 4 січня 2021       | 15 березня 2021    | CBC                |
|       | 15     | 24      | 13 вересня 2021    | 11 квітня 2022     | CBC                |
|       | 16     | 24      | 12 вересня 2022    | 10 квітня 2023     | CBC                |
|       | 17     | 24      | 4 жовтня 2023      | 8 квітня 2024      | CBC                |
|       | 18     | 22      | 30 вересня 2024    | TBA                | CBC                |